# 中嶋しゅう
中嶋 しゅう（なかじま しゅう、1948年4月18日 - 2017年7月6日）は日本の俳優、演出家。
東京都出身。元劇団NLT所属。所属事務所はCOME TRUE。妻は女優の鷲尾真知子。

## 経歴
1979年に東宝芸能アカデミーを卒業。1977年に「劇団NLT」に入団し10年間在籍した後、1989年に退団。退団後は舞台を中心に活動。下積み時代を経て50代に入ると栗山民也、鵜山仁、熊林弘高、小川絵梨子らの演出による舞台作品に主要な役で出演して、的確な演技と巧みな台詞術で注目を集めるようになった。2010年には舞台『BLUE/ORANGE』『今は亡きヘンリー・モス』での演技により第45回紀伊國屋演劇賞個人賞を受賞。一方で、黒澤明監督の映画作品や映画『日本のいちばん長い日』などの映像作品にも出演した。
私生活では、劇団NLTで出会い1978年頃より交際していた女優の鷲尾真知子と、25年以上におよぶ事実婚を経て結婚。互いの親族が続けて死去したことを契機に、生命保険の保険金受取を考慮して婚姻届の提出を決めたという。晩年には舞台『炎 アンサンディ』『スポケーンの左手』『夜想曲集』『あわれ彼女は娼婦』『ヘンリー四世』『いま、ここにある武器』などの話題作に次々に出演、古典から現代劇まで幅広く出演して円熟した演技で存在感を示した。
2017年に出演した舞台『アザー・デザート・シティーズ』（寺島しのぶ主演、東京芸術劇場シアターウエスト）の初日7月6日夜の第1幕上演中、舞台から客席へ落下して病院へ救急搬送され、同日22時頃に搬送先の病院で死亡が確認された。69歳没。死因は舞台上で発症した急性大動脈解離だった。葬儀は7月12日に東京・高円寺の葬儀場にて営み、妻の鷲尾真知子が喪主を務め、俳優や関係者など約300人が参列。俳優・岡本健一や・小川絵梨子らが弔辞を読んだ。

## 出演

### 舞台
- 阿国（1990年、近鉄劇場）
- ビンゴ（1991年、T・P・T公演）
- ソング・デイズ（1991年、パナソニック・グローブ座）
- ピアノ（1992年、紀伊国屋ホール）
- 火の鳥（1994年、日生劇場）
- GHETTO/ゲットー（1996年）
- オルフェオの嘆き（1996年、朗読）
- 海の沸点（1997年、紀伊国屋ホール）
- 陽ざかりの女達（1998年、新国立劇場、新神戸オリエンタル劇場）
- エイミィズ・ヴュー（1998年、パルコ劇場）
- 雪やこんこん（1999年、紀伊国屋ホール）
- KUNISADA-国定忠治-（1999年、セゾン劇場）
- 欲望という名の電車（2000年、新国立劇場）
- 美女で野獣（2001年、新国立劇場）
- 丘の上のイエッペ（2002年、ベニサン・ピット）
- ニュルンベルク裁判（2003年、俳優座劇場） - ダン・ヘイウッド 役[14]
- かもめ（2004年、ベニサン・ピット）
- 楡の木陰の欲望（2004年、シアター1010）
- 天国の本屋（2005年、博品館劇場）
- コーカサスの白墨の輪（ドイツ語版、英語版）（2005年、世田谷パブリックシアター）
- 母・肝っ玉とその子供たち（ドイツ語版、英語版）（2005年、新国立劇場 他）
- BAKXAI-バッカイ-（2006年、ベニサン・ピット）
- 朱雀家の滅亡（2007年）
- 氷屋来たる（2007年、新国立劇場）
- 空の定義（2008年、俳優座）
- バーム・イン・ギリヤド（2008年、新宿シアターモリエール）
- かもめ（2008年、シアターBRAVA）
- キーン（2008年、天王洲銀河劇場、兵庫県立芸術文化センター）
- 炎の人（2009年、天王洲銀河劇場）
- 赤い城黒い砂（2009年、日生劇場）
- ヘンリー六世（2009年、新国立劇場）
- 兵器のある風景（2010年、俳優座劇場）
- BLUE/ORANGE（英語版）（2010年、八幡山ワーサルシアター）- ロバート・スミス 役[15]
- 今は亡きヘンリーモス（英語版）（2010年、赤坂レッドシアター）- ヘンリー・モス 役[15]
- おそるべき親たち（英語版）（2010年、東京芸術劇場小ホール2）
- ラスコーリニコフとスヴィドリガイロフ（2010年、八幡山ワーサルシアター） - 企画・演出
- ミュージカル「エディットピアフ」（2011年、天王洲銀河劇場）
- 炎の人（2011年再演、天王洲銀河劇場、神奈川芸術劇場ホール（KAAT）ほか地方公演）
- ミュージカル「ジキル&ハイド」（2012年、日生劇場 他） - ダンヴァース卿
- 千に砕け散る空の星（英語版）（2012年、シアタートラム）[16]
- 橋からの眺め（2012年、テアトルBONBON）
- 効率学のススメ（2013年、新国立劇場小劇場）
- RunsFirstプロデュース公演「帰郷 The Homecoming」（2013年、シアター風姿花伝）
- ジャンヌ -ノーベル賞作家が暴く 聖女ジャンヌ・ダルクの真実-（英語版）（2013年、世田谷パブリックシアター）ロベール役 / ジョン・ルメートル役[17]
- マクベス（2013年、シアターコクーン）
- ボビー・フィッシャーはパサデナに住んでいる（2014年、シアター風姿花伝）
- 炎 アンサンディ（フランス語版、英語版）（2014年、シアタートラム）[6]
- 狂人なおもて往生をとぐ -昔、僕達は愛した-（2015年、東京芸術劇場シアターウエスト）[18]
- 夜想曲集（英語版）（2015年、銀河劇場）[19]
- スポケーンの左手（2015年、シアタートラム）[20]- カーマイケル 役[21]
- ETERNAL CHIKAMATSU -近松門左衛門『心中天網島』より-（2016年、シアターコクーン、ドラマシティ）[22]
- あわれ彼女は娼婦（2016年、新国立劇場中劇場）
- いま、ここにある武器（2016年、シアター風姿花伝）
- ヘンリー四世（2016年、新国立劇場中劇場）- ヘンリー四世 役[23]
- 幸福な職場〜ここにはしあわせがつまっている〜（2017年、世田谷パブリックシアター）[24]
- 炎 アンサンディ（2017年再演、シアタートラム）[6]
- アザー・デザート・シティーズ（2017年、東京芸術劇場シアターウエスト）

### 映画
- 獄門島（1977年）
- 影武者（1980年）[25]
- 乱（1985年）[25]
- 夢（1990年） - パーティの仲間 役
- まあだだよ（1993年）
- エンド・オブ・オール・ウォーズ（2001年）- ナガトモ中佐 役
- ラーメンガール（2007年）
- くじけないで（2013年）
- バイバイ、マラーノ（2013年）
- 47RONIN（2013年） - 堀部 役
- 最後の命（2014年） - 大野（ホームレス） 役
- 日本のいちばん長い日（2015年） - 東條英機 役[25]
- 関ヶ原（2017年） - 赤耳 役[25]
- 彼女がその名を知らない鳥たち（2017年） - 國枝 役[26]

### テレビドラマ
- 大河ドラマ（NHK）
  - 独眼竜政宗（1987年）
  - 武田信玄（1988年） - 平手汎秀 役
  - 八代将軍吉宗（1995年） - 渥美久忠 役
- 土曜ワイド劇場（テレビ朝日）
  - タクシードライバーの推理日誌4（1994年） - 出版社編集部員 役
  - 新宿ラブストーリー事件簿2（1996年） - 大津 役
  - タクシードライバーの推理日誌9（1998年） - 奥本竜次 役
- 殿さま風来坊隠れ旅 第20話（1994年、テレビ朝日）
- 鬼平犯科帳 第6シリーズ第11話（1995年、フジテレビ） - 市野の馬七 役
- 古畑任三郎 2nd season 第7話（1996年、フジテレビ）
- 刑事追う! 第12話（1996年、テレビ東京）
- せつない〜TOKYO HEART BREAK〜 第2話（1998年、テレビ朝日）
- リッチマン、プアウーマン（2012年、フジテレビ）
- 松本清張スペシャル 顔（2013年、フジテレビ） - 石井国光 役
- 金田一耕助VS明智小五郎ふたたび（2014年、フジテレビ）
- ロング・グッドバイ（2014年、NHK） - バーテン 役
- 風の峠〜銀漢の賦〜（2015年、NHK） - 九鬼夕斎 役
- 大杉探偵事務所 美しき標的編（2015年、TBS）
- 未解決事件 File.05 ロッキード事件（2016年、NHK）

## 演出作品

### 舞台（演出作品）
- コットンクラブ公演
  - 奪うこと
  - 賭けること
  - 妙なこと
  - 彼女を不安にさせる幾つかのこと
- コンクラーベ公演
  - 雲はきっと水になる
  - ラスコーリニコフとスヴィドリガイロフ
- 水の話（まつもと市民芸術館）
- 朗読劇 天切り松 闇がたり（シーエイティプロデュース）